# 22 Dywizja Piechoty (LWP)
22 Dywizja Piechoty (22 DP) – związek taktyczny ludowego Wojska Polskiego.

## Formowanie i zmiany organizacyjne
Dywizja zorganizowana została w 1951. Formowana była według etatów dywizji piechoty typu B konna „mała”. Sztab dywizji stacjonował w  Giżycku. Weszła w skład  8 Korpusu Piechoty.
We wrześniu 1955, w ramach dokonywanej redukcji SZ PRL, rozwiązano 22 Dywizję Piechoty. Swój 84 pułk piechoty dywizja przekazała 21 DP, a 21 dappanc, 37 daplot i 75 bsap podporządkowano bezpośrednio dowództwu 8 KA.

## Dowódcy dywizji
- p.o. ppłk Stanisław Witkowski
- płk Bronisław Szczęsiul
- płk Jan Czarnecki

## Struktura organizacyjna i rozmieszczenie
| Nazwa jednostki                        | Miejsce stacjonowania |
| -------------------------------------- | --------------------- |
| dowództwo 22 DP                        | Giżycko               |
| 84 pułk piechoty                       | Giżycko               |
| 88 pułk piechoty                       | Biskupiec             |
| 94 pułk piechoty                       | Morąg                 |
| 121 pułk artylerii lekkiej             | Suwałki               |
| 49 dywizjon artylerii przeciwpancernej | Suwałki               |
| 37 dywizjon artylerii przeciwlotniczej | Giżycko               |
| 75 batalion saperów                    | Giżycko               |
| 71 batalion łączności                  | Giżycko               |
| 48 kompania obrony przeciwchemicznej   | Giżycko               |
| pluton zwiadu                          | Giżycko               |
| pluton samochodowy                     | Giżycko               |

2 września 1952 zaszły zmiany w podporządkowaniu poszczególnych oddziałów i pododdziałów:
Dowódcy 22 Dywizji Piechoty podporządkowano: 
- 54 pułk piechoty z Mrągowa ze składu 15 Dywizji Piechoty
- 54 pułk artylerii lekkiej z Giżycka - ze składu 18 Dywizji Piechoty
- 21 dywizjon artylerii przeciwpancernej z Giżycka - ze składu 18 Dywizji Piechoty

Dowódca 22 Dywizji Piechoty przekazał:
- 94 pułk piechoty z Morąga – dowódcy 15 Dywizji Piechoty
- 121 pułk artylerii lekkiej z Suwałki – dowódcy 18 Dywizji Piechoty
- 49 dywizjon artylerii przeciwpancernej z Suwałk – dowódcy 18 Dywizji Piechoty